# Calydna euthria
Calydna euthria är en fjärilsart som beskrevs av John Obadiah Westwood 1847. Calydna euthria ingår i släktet Calydna och familjen Riodinidae. Inga underarter finns listade i Catalogue of Life.